# 乔波·盖佐
乔波·盖佐（匈牙利語：Csapó Géza，1950年12月29日—2022年9月14日），匈牙利男子皮划艇运动员。他曾代表匈牙利参加1972年和1976年夏季奥林匹克运动会皮划艇比赛，共获得一枚银牌和一枚铜牌。